# Приволжье (радиостанция)
Радио Приволжье — музыкально-информационная радиостанция.

## Первый этап
18 ноября 2006 года на 70,16 УКВ началось тестовое вещание «Радио Приволжье» с 9 до 21:00. Изначально на частоте шла просто музыка с джинглами «Вы слушаете Радио Приволжье» и рекламой, предоставляемой «Радио Рандеву». С января 2007 года на радио появились собственные новости и небольшие программы о Нижнем Новгороде. Формат-классический рок и поп-музыка начала 90-х вместе с инструментальной музыкой.

## Второй этап
Второй этап в жизни Радио «Приволжье» начался 15 июля 2008 года — в этот день Радио «Приволжье» вышло в эфир на собственной FM-частоте 107,8 FM. Так как радио вещало уже довольно давно на УКВ-частоте,
уже с первых на станции присутствовали новости, реклама и программки-в общем, всё, что было на 70,16 УКВ. Время вещания расширяется с 8 до 16 часов. Руководство «Радио Приволжье» не собиралось выходить в FM-эфир — руководство «Радио Рандеву» считало, что проект не будет рентабельным в таком масштабе, а частоту 70,16 надо было чем-то занять. Тем не менее, в майском конкурсе 2007 года выиграло именно ООО «Радио Приволжье», хотя в конкурентах были такие структуры, как ВГТРК и Эхо Москвы.

## с 2009 года
1 января 2009 на 70,16 вещание приостановлено (планировалось, что до 1 апреля).
27 апреля 2009 на 107,8 заиграла западная поп и танцевальная музыка без идентификации радиостанции. 29 апреля вернулись джинглы через 6 песен. Без рекламы, новостей, программ, только музыка с джинглами.
С 4 мая 2009 «Радио Приволжье» позиционирует себя как радио для Дзержинска. В эфире появились новости от ТК Дзержинск. С 12 мая эфир стал похож на ранний, но формат музыки стал попсовым и танцевальным. В середине часа появилась рубрика «Слушай нижегородское», в которой можно услышать композиции нижегородских рок-музыкантов.
С 1 ноября 2009 г. «Приволжье» вещает круглосуточно. С 1 февраля 2011 г. «Приволжье» приостановило вещание. С 1 апреля 2011 г. радиостанция ретранслирует Бизнес FM. C 18 июня 2011 г. возобновилось вещание «Радио Приволжье». С 10 января 2012 возобновился эфир Бизнес FM Радио Приволжье закрыто.
На момент возобновления эфира, радио транслировало современную музыку популярного формата днём, а ночью иностранную музыку 50х,60х годов (в восновном rock and roll)